# LGBT史年表
LGBT史年表（LGBTしねんぴょう）では、LGBT（レズビアン、ゲイ、バイセクシュアル、トランスジェンダー）の歴史に関する年表を示す。

## 紀元前
- 紀元前9600年から紀元前5000年 - シチリア島の中石器時代の岩絵には、男根の男性像がペアで描かれており、狩猟者、曲芸師、宗教の修練者、男性の同性愛の描写など、さまざまに解釈されている[1][2]。
- 紀元前7000年から紀元前1700年 - 地中海地域の新石器時代や青銅器時代の絵や置物に描かれた性的描写のうち、ある著者が言うように、女性の乳房と男性の性器を持つ、あるいは性徴のない「第三の性」の人間像である。新石器時代のイタリアでは、女性像は家庭的な文脈で発見され、性的特徴を併せ持つ像は埋葬や宗教的な場面で見られる。新石器時代のギリシアとキプロスでは、人物はしばしば両性具有であるか、識別できる性的特徴のないものである[3]。
- 紀元前2900年から紀元前2500年 - チェコ共和国プラハ郊外の埋葬では、通常は女性専用の衣装を着た男性が埋葬されている。考古学者らは、この埋葬者はトランスジェンダーか第三の性の人物に相当すると推測している。[4]
- 紀元前25世紀から紀元前24世紀 - エジプト第5王朝時代にカーヌムホテップとニアンカーカーヌムの墓が建てられる。この2人の男性は恋人同士との説があり、史上最古の同性愛関係の記録と考えられうる[5]。
- 紀元前630年 - ドーリア人の貴族が クレタ島で成人の王子と未成年の少年との間の少年愛関係を正式に採用する。これには若者の教育と人口増加の抑制という2つの目的があった。少年愛は古代ギリシア全体に広く見られたもので、スポーツ、文学、政治、哲学、芸術、戦争に影響を及ぼし、またその原因になり、文化を花咲かせもした。さらに、ギュムナシオン（体育館兼学校）と運動選手が全裸であることとも関連がある[6][7]。
- 紀元前600年 - レズビアンおよびレスボス島という用語が初めて使われる。
- 紀元前534年から紀元前492年 - 霊公 (衛)と弥子瑕は同性間の愛情深い関係にあり、様々な戯曲や物語で彼らの愛の物語を「噛まれた桃」というフレーズで表現している[8]。
- 紀元前338年 - 150組の男性同性愛カップルで編成された無敗の精鋭部隊テーバイの神聖隊がマケドニアのピリッポス2世の軍に敗れる。ピリッポス2世は彼らの喪失を悲しみ、その栄誉をたたえた。
- 紀元前80年 - ガイウス・ユリウス・カエサルがビテュニアの王ニコメデス4世と情事をもったと伝えられている[9]。
- 紀元前27年 - ローマ帝国で アウグストゥスの治世が始まる。この治世に行なわれた同性結婚が史上初めて記録されたものである[10]。
- 紀元前7年から紀元前1年 - 哀帝 (漢)は董賢と同性愛関係にあった[11]。

## 1世紀から10世紀
- 54年 - ネロがローマ皇帝に即位する。ネロは2人の男性と法的な儀式を経て結婚し、少なくともそのうちの1人は皇后と同じ栄誉を認められた[12]
- 98年 - ローマ皇帝のなかで最も愛されている者の1人であるトラヤヌスの治世が始まる。トラヤヌスは同性愛と若い男性を溺愛したことでよく知られている。そして、このことはエデッサ王アブガル7世に利用された。アブガルは悪行でトラヤヌスの怒りを買った後、謝罪のため自分の美しく若い息子をトラヤヌスのもとに送り、許しを得ている[13]。
- 130年 - ハドリアヌス帝が愛したアンティノウスがナイル川で溺死し、ハドリアヌスは彼を神格化した。アンティノウスは実際皇族以外で神格化された最後の人物である。彼の肖像は数多くの彫像に見られ、多くの人が彼の顔は古代人の顔としては最もよく知られているものだと信じている。
- 218年 - ヘリオガバルス帝の治世が始まる。彼はスミルナ（現在のイズミル）出身の運動選手でゾティクスという名前の男性と結婚した。ローマで市民が祝う中、豪華な儀式が行なわれた[14]。
- 342年 - 同性愛はあらゆる古代の文化では人間の性の普通の部分として受け入れられていた。しかし、キリスト教が広まるにつれて、ホモフォビアが始まる。同性結婚を禁止する最初の法令がキリスト教徒の皇帝コンスタンティウス2世とコンスタンス1世によって発布される[15]。
- 390年 - キリスト教徒の皇帝ウァレンティニアヌス2世、テオドシウス1世、およびアルカディウスは同性間の性交は違法であり、有罪の者は公衆の面前で生きたまま火炙りの刑に処せられると宣言した[16]。
- 498年 - 男性の同性間の性交を禁止する法令があるにもかかわらず、キリスト教徒の皇帝はアナスタシウス1世の治世まで男娼から税金を徴収し続けた。この年ついにアナスタシウス1世はこの税金を廃止する[17]。
- 529年 - キリスト教徒の皇帝ユスティニアヌス1世（在位：527-565）が同性愛者を「飢饉、地震、疫病」のような諸問題のスケープ・ゴートにした[18]。
- 589年 - 西ゴート王国がアリウス派からカトリックへ改宗する。この改宗により、同王国の法がカトリック諸国の法に合わせて改定されることになる。この改定には男性同性愛者とユダヤ人を迫害する規定が含まれる[19]。
- 750年年頃 - アッバース朝にてペルシャ系アラブ人詩人アブー・ヌワースなど、同性愛を描いたイスラム詩人が登場[20]。
- 800年から900年 - カロリング朝ルネサンス期、修道士アルクィンは同性愛を断罪する数多くの教会法があったにもかかわらず、ほかの修道士宛てに愛の詩を書いた。

## 11世紀から15世紀
- 1000年から1100年 - 11世紀東ローマ帝国（ビザンツ帝国）の法令集が中世初期の東ローマ帝国社会では同性結婚がよく知られており合法的であったことを明らかにしている。
- 1000年から1100年 - スカンディナヴィアでは, 宗教的 異性装が数世紀の間続いていた。また、中世初期のスカンディナヴィアでは父親の土地を相続した息子だけが結婚できた。これ以外の息子はその土地を去らなければならず、彼らは戦士たちの社会に加わった。女性は厳しく純潔であることを期待され、このルールの違反に対しては厳罰に処せられたのだが、おおむね女性は人に会うことができなかった。こうして、この戦士たちのクラブでは、少年愛が制度化された生活様式として習慣的に行なわれた。
- 1051年 - 聖 ペトルス・ダミアニが『ゴモラの書』を著す。同書で彼は様々な種類の同性間の性交をどぎつく描写した上で、同性間の性交がきわめて広く、特に聖職者の間で行なわれている述べている。彼は同性愛が止めさせるべき重大な問題だと同時代の人々を説得することはできなかった。一方、レオ9世 (ローマ教皇)は同性愛を「重大な罪」だと考えたが、にもかかわらず、ペトルス・ダミアニが要求したように厳しく罰することには消極的だった。
- 1100年 - シャルトルの イヴォ は同性愛が危険だとローマ教皇 ウルバヌス2世を説得しようとする。イヴォはトゥール大司教ラウル（またはラルフ）がフランス国王にジョンをオルレアン司教に叙任させたと告発した。ジョンがラウルの恋人だということはよく知られていて、ジョンは国王とさえ関係をもったことがあった。国王はこのことをおおっぴらに自慢していた。しかし、ウルバヌス2世はこの叙任を重大な問題とは考えなかった。ジョンはおよそ40年間司教職を務め、ラウルは有名で非常に尊敬され大司教であり続けた。
- 1102年 - ロンドン教会会議はイングランドの人々が同性愛は罪深いことだと知るのを保障する措置をとった。この措置は教会の同性愛に対する態度を大きく変えるものだった。それまで教会は同性愛に対してほとんど関心がなく、最悪でも同性愛は軽い罪にしかならなかったからだ。聖職者の中にも同性愛者が多かったのだが、この教会の態度の変化の原因の1つは、クリュニーのバーナードのような道徳改革者たちが変化を呼びかけたことと思われる。
- 1250年から1300年 - 「1250年から1300年までの間に、同性愛行為はヨーロッパの大半の国ではまったく合法的な行為から同時代の数少ない国の法令では死刑をまねく行為へと変化した」 -- John Boswell, Christianity, Social Tolerance, and Homosexuality (1980) p. 293. しかし、他の歴史学者はこのボズウェルの主張に異を唱えている。
- 1327年 - イングランドの廃位された国王 エドワード2世が肛門に焼け火箸を差し込まれ殺害されたと言われている。エドワード2世は彼の元恋人のコーンウォール伯ピアズ・ギャヴェストンを繰り返し追放した貴族たちと争った歴史がある。
- 1370年代 - 1370年代 アントウェルペン でJan van AersdoneおよびWillem Caseという2人の男性が処刑された。彼らの罪状は中世ヨーロッパでは違法であり激しくそしられた同性間の性交であった。AersdoneとCaseは目立ったので、彼らの氏名の記録が残っている。このほかに現在でも名前が知られている14世紀のカップルはヴェネツィアのGiovanni Braganza とNicoleto Marmagnaである[21]。

## 16世紀から18世紀
- 1533年 - ヘンリー8世がソドミー法というイングランドのコモン・ローの伝統を始動させる。ソドミー法ではソドミーを子を産まない（生殖にかかわらない）性行為と定義して、これを犯罪だと宣言している。これにはジェンダーを問わず、オナニー、アナルセックス、オーラルセックスが含まれている。
- 1624年 - バージニア植民地 のRichard Cornishがソドミーの罪で裁判を受け絞首刑になる[22]。
- 1649年 - 3月レズビアン行為に対して北アメリカで初の有罪判決が出る。Sarah White Normanはマサチューセッツ州プリマスでMary Vincent Hammonとベッドの上でお互いにみだらな行為をしたと告発されていた。Hammonは16歳未満だったので起訴されなかった[23]。
- 1716年 - 日本で武士道の心得の中で、男色の作法についても説いた『葉隠』が出される。
- 1726年 - ロンドンにあったマザー・クラップのモリー・ハウス（同性愛者の出会いの場）が警察の強制捜査を受ける。この結果、クラップは死に、逮捕された男性はタイバーンで全員処刑された。
- 1730年から1811年 - ネーデルラント連邦共和国でパニックが広がり、ソドミーに対する一連の大がかりな裁判が行なわれる。起訴が最も厳しかったのは1730年から1737年まで、1764年、1776年、1795年から1798年までの時期である。
- 1779年 - アメリカ合衆国でトーマス・ジェファーソンがバージニア刑法典の草案を準備する。この草案ではソドミーの処罰は去勢にすることが構想されていた。 法案には「強姦、重婚、ソドミーで有罪となった者は何人であれ罰せられる。男の場合、去勢されるものとする。女の場合、軟骨を通して鼻に小さくとも直径0.5インチの穴を1つ開けられるものとする」とある。
- 1791年 - フランス革命政府が新しい刑法典を採択する。この法典ではソドミーはもはや犯罪ではない。こうしてフランスは西ヨーロッパで最初に合意した成人間の同性愛行為を非犯罪化した国になった。
- 1795年 - ルクセンブルクと トスカーナ大公国が同性愛行為を非犯罪化する。

## 19世紀
- 1811年 - オランダが同性愛行為を非犯罪化する。
- 1813年 - バイエルン王国が男性同士の性行為を非犯罪化する。
- 1828年 - 「自然に反する罪」という用語がアメリカ合衆国の刑法で初めて用いられる。
- 1830年
  - ブラジルが同性愛行為を非犯罪化する。
  - 「無性愛」という単語が生物学の用語として初めて用いられる。
- 1832年 - ロシアが新しい刑法の第995条で同性愛行為を5年以下のシベリア流刑に処する犯罪とする。
- 1835年 - 史上初めて、当時ロシア帝国の支配下にあったポーランド立憲王国が同性愛を違法とする。
- 1836年 - イギリスで同性愛に対する最後の処刑が行なわれる。
- 1852年 - ポルトガル が同性愛行為を非犯罪化する。
- 1858年
  - オスマン帝国（トルコ、イラク）がソドミーを非犯罪化する。
  - ポルトガル領ティモール が同性愛を合法化する。
- 1861年 - イングランドでソドミー有罪判決の際の刑罰が絞首刑から懲役刑に軽減される。
- 1863年 - イギリスで人に対する犯罪法が改正され、「反自然的性交」（この用語は1830年代以降は用いられていない）に対する死刑が廃止され、刑罰が10年以上の懲役または終身刑になった。
- 1865年 - サンマリノ がソドミーを非犯罪化する。
- 1867年 - 8月29日、カール・ハインリヒ・ウルリヒス（英語版）が公に同性愛者の権利を主張し、自ら公表した最初の同性愛者となる。彼はミュンヘンで開かれたドイツ法律学会で反同性愛法の廃止をうながす決議を嘆願した。
- 1869年 - カール＝マリア・ケートベニー（1824-1882）が書いたパンフレットにおいて同性愛という用語が史上初めて印刷物に現れる。
- 1871年
  - ドイツ全域で同性愛がドイツ刑法第175条により犯罪とされる。（ドイツ統一後の1994年3月10日まで施行された。）
  - グアテマラとメキシコが同性愛行為を非犯罪化する。
- 1880年 - 日本が同性愛行為の中で肛門性交のみを違法としていたのを取りやめ、非犯罪化する。ただし、違法とされたのは1872年11月の「鶏姦律条例」発令以降の約9年間（1873年7月施行の改定律例の鶏姦罪以降なら約8年半）のみであり、1880年制定の旧刑法からは削除され、1882年1月1日の旧刑法施行で消滅した。この期間は日本の歴史上唯一、同性愛行為の一部が犯罪とされた時期だった。（江戸期までは同性愛は男色・衆道として非常に盛んに行われていた）。またこの期間も同性愛自体が違法化されたわけではなく、薩摩藩などでは男色は盛んに行われており、ザル法化していた（参照）。
- 1886年
  - イングランドで男性同士の性関係を禁止する（女性同士の性関係については規定のない）1885年刑法改正法がヴィクトリア (イギリス女王)の裁可を得る。
  - アルゼンチンが同性愛を非犯罪化する。ポルトガルが同性愛行為をふたたび犯罪とする。
- 1889年
  - イタリアで同性愛が合法化される。
  - イングランドでクリーヴランド街スキャンダルが起こる。
- 1892年 -  両性愛および異性愛という単語がCharles Gilbert Chaddockによるリヒャルト・フォン・クラフト＝エビング著『性の精神病理（英語版）』の翻訳の中で初めて現在の意味で用いられる。
- 1894年 - 6月23日、生物学者で性科学のパイオニアであるアルフレッド・キンゼイが生まれる。
- 1895年 - 1885年刑法改正法に基づき重大な猥褻行為の罪で起訴されたオスカー・ワイルドの裁判が結審し、2年間の懲役という判決が出た。
- 1897年
  - 5月14日マグヌス・ヒルシュフェルトが同性愛者の権利とドイツ刑法第175条の廃止を求める運動を組織する科学人道委員会を創設する。
  - ジョージ・セシル・アイヴズ（英語版） がイングランド初の同性愛者権利団体カイロネイア団（英語版）組織する。

## 20世紀

### 1900年代
- 1903年 - 2月21日ニューヨークで, ニューヨーク市警察 がアメリカ合衆国で初めて発展場のAriston Hotel Bathsを強制捜査する。26人の男性が逮捕され、12人がソドミーの罪で裁判にかけられた。このうち7人に4年から20年の懲役という判決が下った[24]。
- 1907年 - 4月、ドイツ皇帝ヴィルヘルム2世の重臣の同性愛を告発したハルデン＝オイレンブルク事件が起きる。これに関連して、ドイツ刑法第157条の廃止を求める自己協会（Gemeinschaft der Eigenen）の活動家リーダー、アドルフ・ブラントがドイツ帝国宰相 ベルンハルト・フォン・ビューロー公爵を同性愛者だと「アウティング」する。公爵はブラントを名誉毀損で告訴し、自分にかかった疑いを晴らした。ブラントには18ヶ月の懲役という判決が下った。

### 1910年代
- 1910年 - エマ・ゴールドマンが初めて公に同性愛者の権利を擁護する発言をする。
- 1913年 - ファゴット（faggot）という単語が、オレゴン州ポートランドで出版された犯罪に関する隠語集の中でゲイを指す単語として出版物で初めて用いられる。該当箇所は次の通り。「今夜舞踏会ですべてのファゴットが女装しているだろう」
- 1917年 - ロシア 10月革命により第995条を含む従来の刑法が廃止される。

### 1920年代
- 1920年 - ゲイという単語が同性愛者を指すものとして初めてアンダーグラウンドで用いられる。
- 1921年 - イングランドでイギリス史上初めて女性同性愛を違法にしようという試みがあるが、失敗する。
- 1922年 - ソビエト連邦で発効した新しい刑法により公式に同性愛行為が非犯罪化される。
- 1923年 - 「ファッグ」（英: fag）という単語がNels Andersonの『ホーボー』で出版物では初めてゲイを指すものとして用いられる。該当箇所は次の通り。「フェアリーまたはファッグとは利益のために性を利用する男である」
- 1924年
  - アメリカで最初の同性愛者権利組織の人権協会が シカゴで創設される。この運動は警察によって終結させられるまで2か月から3か月間続く。
  - パナマ、パラグアイおよびペルーが同性愛を合法化する。
- 1928年 - アメリカ合衆国でラドクリフ・ホール著『さびしさの泉』が出版される。同書は大きな法的論争を起こさせ、同性愛という話題を人々の会話に上らせる。
- 1929年
  - 5月22日、「アメリカ・ザ・ビューティフル」の作詞者キャサリン・リー・ベイツが死亡する。
  - 10月16日、ドイツ国会の委員会が刑法第175条を廃止することを投票で決める。台頭してきたナチスがこの決定の実施を妨げる。廃止に到らず。

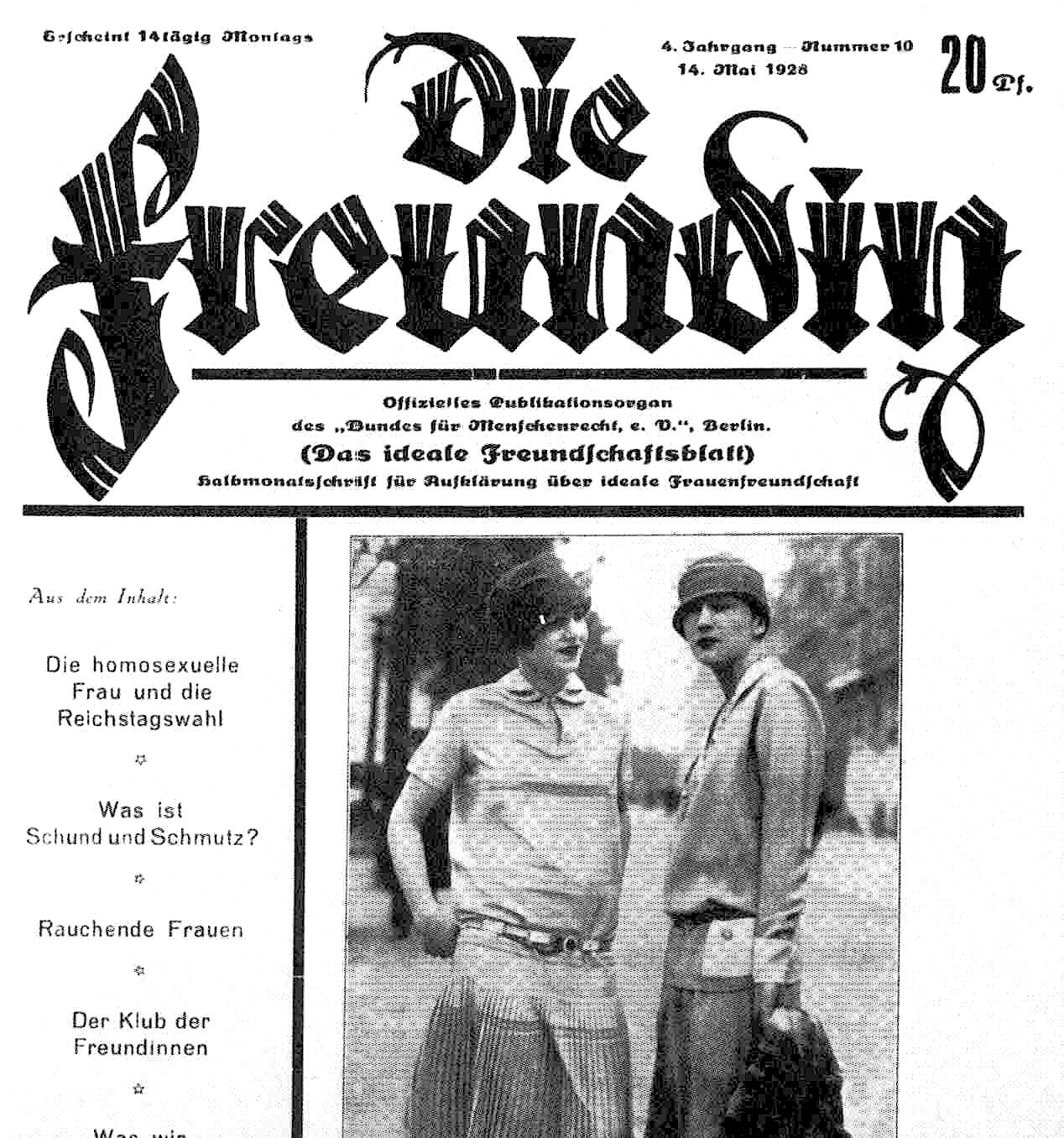
ドイツのレズビアン雑誌 Die freundin 1928年5月14日号（Friedrich Radszuweit）

### 1930年代
- 1930年 - 新しいデンマーク刑法が同性愛を非犯罪化する。同法は1933年に発効する。
- 1932年 - 新しいポーランド刑法がポーランド全域で同性愛を非犯罪化する。
- 1933年
  - ナチスが同性愛者の団体を禁止する。同性愛者は強制収容所に送られる。ナチスはマグヌス・ヒルシュフェルトの性科学研究所の図書室を焼き払い、研究所を破壊する。
  - デンマークとフィリピンが同性愛を非犯罪化する。
  - ソ連で同性愛行為が再び犯罪とされる。
- 1934年 - ウルグアイが同性愛を非犯罪化する。
- 1936年 - スペインの詩人 フェデリコ・ガルシーア・ロルカがスペイン内戦の勃発時に銃殺される。
- 1937年 - ピンク・トライアングルがゲイの男性に対して初めてナチスの強制収容所で用いられる。

### 1940年代
- 1940年 - アイスランドが同性愛を非犯罪化する。
- 1941年 - 「性転換願望」という単語が同性愛と両性愛を指すものとして初めて用いられる。
- 1942年 - スイスが同性愛を非犯罪化する。性交同意年齢は20歳とされた。
- 1944年
  - スウェーデンが同性愛を非犯罪化する。性交同意年齢は20歳とされた。
  - スリナムが同性愛を合法化する。
- 1945年 - 連合国軍によりナチスの強制収容所が解放されるが、そこに同性愛を理由として収容されていた人々は自由にはならず、ドイツ 刑法第175条に基づく判決で定められた刑期が終わるまで服役することを要求される。ポルトガルが同国史上2回目の同性愛の非犯罪化を行なう。
- 1946年 - 最も古い同性愛擁護組織の1つCOC（文化・余暇センター）がオランダで創設される。これは現在存在しているLGBT組織としては最も古いものだ。
- 1947年 - 北アメリカ初のLGBT出版物「ヴァイス・ヴァーサ」（Vice Versa）がロサンゼルスでイーディス・エイディー により書かれ自費出版される。
- 1948年
  - デンマークで同性愛者団体「1948年連盟」が組織される。
  - ポーランドの共産主義政権が同性愛・異性愛を問わず、あらゆる性交の同意年齢を15歳とする。

### 1950年代
- 1950年
  - スウェーデンで スウェーデン・レズビアン・ゲイ・バイセクシュアル・トランスジェンダー権利連合（RFSL）が創設される。
  - ドイツ民主共和国（東ドイツ）がナチスによる刑法第175条の改正を部分的に廃止する。
  - ロサンゼルスでアメリカ初の同性愛者団体 マタシン協会（マタチーネ協会）が創設される。
  - アメリカ合衆国で「ホモ狩り」が始まり、190人が性的指向を理由に政府から解雇される。
- 1951年 - ギリシアが同性愛を非犯罪化する。
- 1952年
  - 9月10日、日本初の会員制のゲイ雑誌「アドニス」が創刊される。同誌は戦後初の男性同性愛サークル「アドニス会」が発行したもので、作家三島由紀夫、推理小説家中井英夫、歌人塚本邦雄らが寄稿した。
  - デール・ジェニングズが犯罪を教唆したとする起訴に対して罠だったという防御に成功する。
  - カリフォルニア州で ONE, Inc.が創設される。
- 1954年
  - 6月7日、アラン・チューリングが青酸中毒で死亡する。同性愛に対する処罰として1年間の保護観察処分になるとともに、性欲を減退させるホルモンの投与を受け始めてから18ヵ月後のことだった。
  - フランスで最初の同性愛者団体アルカディー（フランス語版）が創設される（1982年解散）。
- 1955年 - サンフランシスコで「ビリティスの娘たち」が創設される。
- 1956年 - タイ王国が同性愛行為を非犯罪化する。
- 1957年
  - 「トランスセクシュアル」という単語がアメリカの外科医ハリー・ベンジャミンによって作り出される。
  - イギリスでウォルフェンデン委員会のレポートが合意による成人同士の同性間性行為の非犯罪化を勧告する。
  - 心理学者エヴェリン・フーカーが同性愛者の男性が同性愛者でない男性と同様、社会に適応しているということを示す研究を発表する。これが、1973年にアメリカ精神医学会が疾患に関するハンドブック（DSM）から同性愛を除く大きな要因になる。
- 1958年
  - イギリスで 同性愛法改革協会が創設される。
  - バーバラ・ギッティングズが「ビリティスの娘たち」のニューヨーク支部を設立する。
- 1959年 - 日本の大阪で、会員制の男性同性愛雑誌「同好」（同好趣味の会）創刊。編集者は毛利晴一氏で、最盛期には会員数が1,000人を数えた。

### 1960年代
- 1960年 - 日本で男性同性愛専用ページや女装専用ページが常設されたSM雑誌「風俗奇譚」が創刊される。
- 1961年
  - チェコスロバキアと ハンガリーがソドミーを非犯罪化する。
  - ローマ教皇庁が「同性愛に対してよこしまな性癖に影響されている」者は誰であれカトリック教会内において聖職者になることも叙任されることも許されるべきではないと宣言する。
  - ホセ・サリアがアメリカ合衆国で最初に自分がゲイであることを明らかにした公職の候補となり、市政委員に当選する。
- 1962年 - イリノイ州が刑法からソドミー法を除いたアメリカ合衆国最初の州となる。
- 1963年 - イスラエルが（実際には実施されていなかった）1936年イギリス統治時代に制定された法律の関連する条項の執行を拒否する裁判所の判決により事実上ソドミーと男性同士の性行為を非犯罪化する。
- 1966年
  - ニューヨークマタシン協会がニューヨーク州アルコール飲料局がゲイにアルコール飲料を出すのを禁止していることに対抗して、ニューヨーク市にあるバーのジュリアス（英語版）にてシップ・イン（Sip In、同性愛を公表した後に酒をオーダーする行動）を行なう。
  - 同性愛擁護組織全国計画会議（1967年にNACHO、北米同性愛擁護組織会議になる）が設立される。
  - コンプトンズ・カフェテリアの反乱が起こる。
- 1967年
  - チャドが同性愛を非犯罪化する。
  - イングランドおよびウェールズで 1967年性犯罪法 が男性同士の性行為を非犯罪化する。
  - ウェインライト・チャーチル著『男性の間での同性愛行為』という本が生活の事実としての同性愛を対象とする科学的研究を開始させ、「ホモフォビア」の先駆といえる「ホモエロトフォビア」という用語を導入する。
  - ニューヨーク市で世界初の同性愛者向けの書店 オスカー・ワイルド書店が開店する。
  - アルゼンチンでラテンアメリカ初の同性愛者団体「われらの世界」（Nuestro Mundo）が創設される。ロサンゼルスのBlack Cat Tavernの強制捜査が同性愛者権利運動を促進する。
  - コロンビア大学学生同性愛擁護連盟がアメリカ合衆国初の制度上認められたゲイ学生団体となる。
- 1968年
  - 4月15日、同性愛を真正面から描いた演劇『真夜中のパーティー』がニューヨークのオフ・ブロードウェイで初演される[25]。
  - 東ドイツで刑法第175条が緩和され、18歳以上の同性愛行為が犯罪でなくなる。ブルガリアが成人の同性愛関係を非犯罪化する。
- 1969年
  - 6月28日から7月にかけてニューヨークで ストーンウォールの反乱が起こる。
  - 西ドイツで刑法第175条が緩和される。
  - カナダでソドミーについては性的同意年齢21歳、非ソドミーについては同意年齢14歳で同性愛行為が合法化される。
  - ポーランドが同性間の売春を非犯罪化する。
  - カナダの首相の「政府は国民の寝室には立ち入らない」という発言が格言として引用される。
  - メルボルンでオーストラリア初の同性愛者権利組織といえる「ビリティスの娘たち」オーストラリア支部が設立される。

### 1970年代
- 1970年
  - コソボが同性愛を非犯罪化する。
  - ニューヨーク市で最初のゲイ・リベレイション・デイ・マーチが行なわれる。
  - ロサンゼルスで最初のゲイ・フリーダム・デイ・マーチが行なわれる。
  - サンフランシスコで最初の「ゲイ・イン」が行なわれる。
  - オーストラリアでCAMP（英語: Campaign Against Moral Prosecution、道徳的起訴反対キャンペーン）が組織される。
- 1971年
  - 6月27日、日本で東郷健が参議院議員選挙に同性愛者であることを公にした上で初立候補する。
  - 7月、日本初の商業ゲイ雑誌「薔薇族」（同年9月号）が第二書房から創刊される。
  - メルボルンでソサエティ・ファイブ（同性愛者権利組織）が結成される。
  - オーストリア、コスタリカ、フィンランドで同性愛が非犯罪化される。
  - コロラド州とオレゴン州がソドミー法を廃止する。
  - アイダホ州がソドミー法を廃止するが、モルモン教信者とカトリック信者の憤激により廃止したソドミー法を復活させる[26][27]。
  - オランダが同性愛の性的同意年齢を異性愛と同じ16歳に変更する。
  - アメリカ・リバタリアン党がソドミー法を含むあらゆる被害者なき犯罪に関する法律の廃止を要求する。
  - フランクリン・カメニーが自分がゲイであることを公表した最初のアメリカ合衆国議会議員候補となる。
  - ミシガン大学が「ゲイ・アドヴォケイツ・オフィス」として知られる、世界初の大学LGBTプログラム・オフィスを開設する。
  - フランスで同性愛革命行動戦線（フランス語版）(FHAR)[28] およびレズビアン運動「赤いレズビアン（フランス語版）」[29]が結成される。
- 1972年
  - スウェーデンが世界で最初にトランスセクシュアルに法律上性の変更を認め、無料でホルモン投与を受けられるようにする。
  - スウェーデンが同性間の性的同意年齢を異性間と同じ15歳に統一する。
  - ハワイ州が同性愛を合法化する。
  - 南オーストラリア州で労働党のドン・ダンスタン政権が私生活における同意成人（consenting adult）というタイプの抗弁を導入する。この抗弁はロバート・ヒル元国防大臣の父マリー・ヒルが提出した法案によって始められたことだが、1975年に州のソドミー法を廃止することになる。
  - ノルウェーが同性愛を非犯罪化する。
  - ミシガン州のイーストランシングおよび アナーバーならびにサンフランシスコがアメリカ合衆国で最初に同性愛者の権利条例を制定した都市となる。
  - サンフランシスコのジム・フォスター（Jim Foster）とバッファローのマデレン・D・デイヴィス（Madeline D. Davis）がマイアミで開かれた民主党 (アメリカ合衆国)大会にゲイとレズビアン初の代表となり、民主党綱領に同性愛者の権利という項目を入れるように主張する初の演説を行なう。
  - 初の同性愛讃歌「ストーンウォール・ネイション」がマデレン・D・デイヴィスによって作曲・録音され、ナイアガラ・フロンティアのマタシン協会によって45 rpmレコードからリリースされる。
  - アメリカ合衆国初の女性同性愛を扱った科目「女性同性愛101」がバッファロー大学でマーガレット・スモール（Margaret Small）およびマデレン・D・デイヴィスにより教えられる。
- 1973年
  - アメリカ精神医学会がおおむねエヴェリン・フーカーの研究と主張に基づき『精神障害の診断と統計マニュアル』（DSM-II）から同性愛を除く。
  - マルタが同性愛を合法化する。
  - 西ドイツで同性愛者の性的同意年齢が18歳に引き下げられる（ただし、異性愛者の性的同意年齢は14歳である）。
- 1974年
  - キャシー・コザチェンコ（Kathy Kozachenko）が同性愛者であることを公表しているアメリカ人として初めて公職に選ばれ、アナーバー市議会議員となる。
  - オハイオ州がソドミー法を廃止する。
  - ロバート・グラント（英語版）（英語: Robert Grant）がゲイ・アジェンダ（英語版）（英: gay agenda）に反対するために アメリカン・クリスチャン・コーズ（American Christian Cause）を創設する。これはアメリカ現代キリスト教政治の始まりである。
  - ロンドンで初のLGBT向け電話相談サービスを提供するロンドン・レズビアン・ゲイ電話交換台が設立される。1年後ブライトン・レズビアン・ゲイ電話交換台がこれに続く。
  - 1月5日、トロントでブランズウィック・フォー（Brunswick Four）が逮捕される。このレズビアンを敵視した事件はトロントのゲイおよびレズビアンのコミュニティを活気づける[30]。
- 1975年
  - エレイン・ノーブル（英語版）が同性愛者であることを公表しているアメリカ人としては2番目に公職に選ばれ、マサチューセッツ州議会下院議員となる。
  - 南オーストラリア州が同意成人の間での私生活における同性愛を合法化したオーストラリアで最初の州となる。
  - パナマが性別適合手術を受けたトランスセクシュアルに新しい性別を反映した個人用文書の交付を認めた世界で2番目の国となる。
- 1976年
  - ロバート・グラントがアメリカ合衆国で同性愛者の権利に反対する全国的運動を起こすクリスチャン・ボイスを創設する。
  - オーストラリアで 同性愛法改革連合および ゲイ教師グループ が設立される。
  - オーストラリア首都特別地域が私生活における同意成人間の同性愛を非犯罪化し、性的同意年齢を異性愛の場合と同一にする。
  - デンマークが同性愛と異性愛の性的同意年齢を同一にする。
  - 11月、日本でゲイ団体「日本同性愛者解放連合」が結成され、10人近いグループで数年間活動する。
- 1977年
  - 3月、日本でゲイ団体「フロントランナーズ」結成、6人前後で数年間活動する。
  - 5月、日本で既成のゲイ雑誌に不満を持った人たちが、ゲイリブを編集趣旨としてゲイマガジン『プラトニカ』発刊。後にプラトニカ母体のサークル「プラトニカ・クラブ」結成。プラトニカ・クラブが発展的に解消し、「JGC」（英語: Japan Gay Center、ジャパンゲイセンター）になり、機関紙『GAY』（1979年7月創刊）、『CHANGE』（1981年5月創刊）を刊行。
  - サンフランシスコで ハーヴェイ・ミルクが市会議員に選出される。すでに現職として公職にあるものが同性愛者だと公表して再当選を果たしたケースはアメリカではこれ以前に2例があるが、在野にあって同性愛者だと公表して公職に立候補し、選挙によって選ばれたのはこのミルクが初めてのケースとなる。
  - フロリダ州マイアミ・デイド郡が人権条例を制定するが、同年 アニタ・ブライアントによって率いられた戦闘的な反同性愛者人権運動の後に廃止される。
  - カナダのケベック州 が公的および私的領域での性的指向による差別を禁止した世界で最初の市や郡よりも大きい管轄地域となる。
  - クロアチア、モンテネグロ、スロベニアおよびヴォイヴォディナが同性愛を合法化する。
- 1978年
  - 3月、日本でゲイ団体「フロントランナーズ」結成、6人前後で数年間活動した。
  - 5月、日本でゲイマガジン「プラトニカ」発刊。のち同誌を母体に「プラトニカ・クラブ」結成。
  - 日本でTBSラジオ『スネークマンショー』の「ウェンズデースペシャル」というコーナーをゲイの「タック」が担当。ニュースレターが出され、後に「OWC」というゲイグループも生まれた。
  - サンフランシスコ市会議員ハーヴェイ・ミルクと市長ジョージ・モスコーニ（英語版）（George Moscone）が、市会議員のダン・ホワイト（英語版）（Dan White）により暗殺される。
  - 第1回シドニー・ゲイ・アンド・レズビアン・マルディグラが開催される。
  - レインボーフラッグが初めてゲイ・パレードのシンボルとして用いられる。
  - サンフランシスコで最も古くから知られているレズビアン・フェミニスト BDSM 組織サモワ（Samois）が創設される。同組織の有名なメンバーとしてはパット・カリフィア（Pat Califia）や ゲイル・ルービン（Gayle Rubin）がいる。また、同組織は最も古くからセックス・ポジティブ・フェミニズムを主張している。
- 1979年
  - 3月、日本で「プラトニカクラブ」から数人が参加して「JGC」（ジャパン・ゲイ・センター）結成、ミニコミの「GAY」を8号まで、「CHANGE」を2号まで出し82年に解散。
  - 8月24日、日本で東郷健が同性愛者の政治団体、「雑民の会」を結成する。
  - ワシントンD.C.で最初の全国的同性愛者権利マーチが行なわれる。
  - ハリー・ヘイ（Harry Hay）がアリゾナ州の集会で初めて ラディカル・フェアリー（Radical Faerie）の結成を呼びかける。
  - キューバと スペインが同性愛を非犯罪化する。

### 1980年代
- 1980年
  - アメリカ民主党が党大会でアメリカ合衆国の主要政党としては初めて同性愛者の権利に関する綱領を承認する。
  - スコットランドが同性愛を非犯罪化する。
  - アメリカ合衆国社会党のデヴィッド・マックレイノルズ（David McReynolds）がLGBTだと公表している初のアメリカ合衆国大統領候補となる。
  - 「人権運動基金」（Human Rights Campaign Fund）がゲイ、レズビアン、バイセクシュアル、トランスジェンダーの平等を主張するスティーヴ・エンディアン（Steve Endean）により創設される。
- 1981年
  - 欧州人権裁判所がダッジオン対イギリス（Dudgeon v. United Kingdom）事件について北アイルランドが同意成人の間での同性愛行為を犯罪としていることを無効とする。翌年北アイルランドは同性間の性交を非犯罪化した。
  - オーストラリアの ビクトリア州と コロンビアが性的同意年齢を統一した上で同性愛を非犯罪化する。
  - 「モラル・マジョリティ」（Moral Majority）が反同性愛運動を始める。
  - ノルウェーが同性愛者に対する差別を防止する法律を制定した世界最初の国となる。
  - 香港初の性別適合手術が行なわれる。
- 1982年
  - フランスが性的同意年齢を統一する。
  - サンフランシスコで第1回ゲイ・ゲームズが1600人の参加者を集めて開催される。
  - 英国の北アイルランドが同性愛を非犯罪化する。
  - ウィスコンシン州が同性愛者に対する差別を禁止したアメリカ合衆国最初の州となる。
  - ニューサウスウェールズ州が現実のまたは認定された同性愛を理由とする差別を禁止したオーストラリア最初の州となる。
  - 10月、イギリスにおけるHIVのインデックス・ケースであるジョナサン・ブレイクが、ヒトT細胞白血球ウイルス3型（HTLV3、当時の呼称）陽性の診断を受ける。
- 1983年
  - マサチューセッツ州選出アメリカ議会下院議員 ゲリー・スタッズ（Gerry Studds）が議場で自分が同性愛者であることを明らかにして、アメリカ議会議会で最初に自分が同性愛者だと明かした議員となる。
  - ガーンジー島（オルダニー島、ハーム島およびサーク島をふくむ）とポルトガルが同性愛を非犯罪化する。
  - エイズがジェリー・ファルエル（Jerry Falwell）によって「ゲイの疫病」と表現される。
- 1984年
  - 国際ゲイ連盟日本支部（IGA日本）発足。
  - 香港でレズビアンとゲイの団体「10パーセント・クラブ」が組織される。
  - マサチューセッツ州でゲリー・スタッズが前年にカミングアウトしていたにもかかわらず再選される。
  - オーストラリアでニューサウスウェールズ州とノーザンテリトリーが同性愛行為を合法化する。
  - あらたにイギリス議会議員に選出されたクリス・スミス（Chris Smith）が「わたしの名はクリス・スミス。わたしはイズリントン・サウスおよびフィンズベリー選出の労働党所属の国会議員で、ゲイである」と宣言して、イギリス議会で最初に自分が同性愛者だと明らかにした政治家となる。
  - 複数の異なった既存の団体が合併して、アルゼンチン同性愛者共同体（英語: Comunidad Homosexual Argentina、CHA）が結成される。
  - カリフォルニア州のバークレーが、アメリカ合衆国で最初に市の職員を対象としたドメスティック・パートナーシップ健康給付金プログラムを採択した都市となる。
- 1985年
  - フランスが雇用およびサービスにおいてライフスタイルを理由とする差別を禁止する。
  - ゲイ・ホロコーストの犠牲者に対する最初の慰霊祭が行なわれる。
  - ベルギーが性的同意年齢を統一する。
- 1986年
  - 3月、日本で「動くゲイとレズビアンの会」（現・アカー）が結成される。
  - 5月、日本で、「ILGA日本」（ILGA-Japan）主催の「第1回アジアゲイ会議」が開催される。
  - ニュージーランドで 同性愛法改正法が制定され、16歳を超えた男性同士の性交が合法化される。
  - 6月「バウアーズ対ハードウィック事件（英語版）」（Bowers v. Hardwick）判決において、アメリカ合衆国最高裁判所はオーラル・セックスおよびアナル・セックスを禁止するジョージア州の法律を是認し、プライバシーに関する憲法上の権利は同性愛関係には及ばないと決定したが、同法が異性愛者に対して執行されるかどうかについては言及しなかった。
- 1987年
  - 「ACT UP」が最初の大きなデモンストレーションを行ない、17人が逮捕される。
  - アメリカ連邦議会議員 バーニー・フランク（Barney Frank）がカミング・アウトする。
  - 迫害された同性愛者の記念碑ホモモニュメントがアムステルダムに建立される。
- 1988年
  - スウェーデンが社会福祉、税、相続について同性愛者を保護する法律を制定した最初の国となる。イングランドおよびウェールズで地方政府法第28条が制定される。スコットランドがこれとほぼ同じ法律を制定する。
  - カナダ連邦議会議員 スヴェンド・ロビンソン（英語版）（Svend Robinson）がカミング・アウトする。カナダがソドミーの性的同意年齢を18歳に引き下げる。
  - ベリーズとイスラエルがソドミーと男性同士の性行為を法律上非犯罪化する（イギリス委任統治時代の1936年に制定された法律の関連する規定はイスラエルでは実施されることがなかった）。
- 1989年
  - 西オーストラリア州が男性同性愛を非犯罪化する（ただし、性的同意年齢は21歳）。
  - リヒテンシュタインが同性愛を合法化する。
  - デンマークが同性カップルに対して結婚とほぼ同じ権利を認める（ただし、養子縁組の権利および教会で結婚式を挙げる権利を除く）登録制パートナーシップ（シビル・ユニオンに類似した制度）に関する法律を制定した世界初の国となる。

### 1990年代
- 1990年
  - 5月17日、世界保健機関（WHO）が、疾病及び関連保健問題の国際統計分類（ICD）から同性愛を削除することを決議する。
  - イギリスでLGBT人権直接行動団体アウトレイジ！（OutRage!）が結成される。
  - チェコスロバキアが性的同意年齢を統一する。
  - ジャージー島 が同性愛行為を合法化する。
  - ジャスティン・ファシャヌ （Justin Fashanu）がメディアでカミングアウトした最初のプロのサッカー選手となる。
- 1991年
  - 2月、日本で東京都青年の家訴訟が起きる。同訴訟は東京都の宿泊施設内で同性愛者の団体に対し、キリスト教系団体による嫌がらせが起きたのをきっかけに、都が再度の利用を拒絶した事に対して起こされたものだが、1997年に原告の完全勝訴のうちに終わる。
  - バハマ、香港、ウクライナおよびオーストラリアのクイーンズランド州がソドミーを非犯罪化する。
  - レッドリボンが初めてエイズ患者への理解と支援を促進する運動のシンボルとして用いられる。
- 1992年
  - 世界保健機関が疾病及び関連保健問題の国際統計分類から同性愛を除く。
  - オーストラリアが初めて同性愛者が兵役に就くことを認める。
  - マン島、エストニアおよびラトビアが同性愛を合法化する。
  - アイスランド、ルクセンブルクおよびスイスが性的同意年齢を統一する。
  - ニカラグアが同性愛をふたたび犯罪と定める（2008年3月にふたたび同性愛は非犯罪化される）。
  - 日本で第1回「東京国際レズビアン&ゲイ映画祭」が開催される。
- 1993年
  - ブランドン・ティーナ（Brandon Teena）が強姦され殺害される。
  - ワシントンD.C.で第3回同性愛者人権マーチが行なわれる。
  - ノーフォーク島およびアイルランドでソドミー法が廃止される。
  - ジブラルタルおよびロシア（ただし、チェチェン共和国を除く）が同意した男性同士のソドミーを非犯罪化する。
  - リトアニアが同性愛を合法化する。
  - ノルウェーが同性カップルに対して結婚した夫婦とほぼ同じ権利を認める（ただし、養子縁組の権利および教会で結婚式を挙げる権利を除く）登録制パートナーシップ（シビル・ユニオン）法を制定する。
- 1994年
  - 6月、フィリピンでアジア初のプライドマーチ開催。
  - 8月、日本で「東京レズビアン・ゲイ・パレード」（ILGA日本主催、代表アドン編集長南定四郎）が初開催される。
  - バミューダ諸島、セルビアおよび南アフリカ共和国が同性愛を合法化する。
  - イギリスが男性同性愛者の性的同意年齢を18歳に引き下げる。
  - アメリカ医師会が同性愛を治療の対象から外す。
  - カナダが本国で安寧が脅かされる同性愛者に難民の地位を認める。
  - ドイツ刑法第175条が廃止される。
  - イスラエル最高裁判所が同性愛者のカップルの権利をコモン・ロー上の夫婦の権利と同一であると定義する。
- 1995年
  - スウェーデンが登録制パートナーシップ法を制定する。
  - カナダ最高裁判所が性的指向を差別の理由とすることはカナダ権利と自由の憲章の下では禁止されていると決定する。
  - アルバニアおよびモルドバが同性愛を非犯罪化する。
  - アメリカの団体「人権運動」が団体名から「基金」という単語をけずり、その任務を「ゲイ、レズビアン、バイセクシュアルおよびトランスジェンダーの人々が平等を保障され、家庭、職場およびすべてのコミュニティでアメリカのファミリーの完全なメンバーとして受け入れられるアメリカ」を促進することまで広げる。
- 1996年
  - ブルキナファソで性的同意年齢が統一される。
  - アイスランドが登録制パートナーシップ法を制定する。
  - ハンガリーが同性パートナーを未登録の内縁関係として承認する。
  - ルーマニアとマケドニア共和国が同性愛を非犯罪化する。
- 1997年
  - 中華人民共和国が同性愛行為を非犯罪化。
  - 南アフリカ共和国が憲法で性的指向を理由とする差別を明示的に禁止した最初の国となる（同憲法は同年発効）。
  - イギリスが結婚に類似した同性カップルまで移民権を広げる。
  - フィジーが憲法で性的指向を理由とする差別を明示的に禁止した2番目の国となる。
  - オーストラリアのタスマニア州で私的な同性愛行為を禁止する法律が廃止され、オーストラリアでこのような法律のある州はなくなった。
  - エクアドルが同性愛を非犯罪化する。
  - ロシアが性的同意年齢を統一する。
- 1998年
  - マシュー・シェパードが殺害される。
  - アイルランドで性的指向を理由とする不当な解雇を禁止する雇用平等法が導入される。
  - ヴリーンド対アルバータ州事件（Vriend v. Alberta）判決により、カナダのアルバータ州の人権法である「個人の権利保護法」の対象に性的指向が読み込まれることになる。
  - エクアドルが憲法で性的指向を理由とする差別を明示的に禁止した3番目の国となる。
  - ボスニア・ヘルツェゴビナ、チリ、カザフスタン、キルギスおよびタジキスタンが同性愛を合法化する。
  - クロアチアおよびラトビアが性的同意年齢を統一する。
  - キプロスが同性愛を非犯罪化する。
- 1999年
  - 米国カリフォルニア州が登録制パートナーシップ法を採択する。
  - フランスがシビル・ユニオン法を制定する。
  - イギリスで「クイア青年同盟」（Queer Youth Alliance）が創設される。
  - イスラエル最高裁判所がレズビアンの女性を彼女のパートナーの実子のもう1人の法律上の母親として承認する。
  - フィンランドが性的同意年齢を統一する。
- 2000年
  - イギリスで同性愛者が兵役に就くことを禁じる法令が廃止される。
  - 同国のスコットランドで地方政府法第28条 が廃止される。
  - アゼルバイジャンおよびグルジアが同性愛行為を合法化する。
  - ガボンが同性愛を非犯罪化する。
  - イギリス、ベラルーシおよびイスラエルが性的同意年齢を統一する。
  - ドイツ連邦議会がナチス政権下で迫害されたゲイおよびレズビアンに対して、ならびに「1969年までに同性愛者の市民に対してなされた害悪」について公式に謝罪する。
  - バーモント州がシビル・ユニオンを法制化したアメリカ合衆国最初の州となる。
  - イスラエルが同性間の関係をイスラエル住民の外国人パートナーの移民目的として承認する。
  - オランダで、同性結婚の合法化に関する法案が9月12日に第二院（下院）で賛成109票・反対33票で可決、12月19日に第一院（上院）で賛成49票・反対26票で可決され、12月21日にベアトリクス女王の同意を経て成立した（翌年4月1日に施行。）

## 21世紀

### 2000年代
- 2001年
  - 米国アリゾナ州がソドミー法を廃止する。

この図はヨーロッパで国ごとに同性結婚に関する規則が異なっていることを示している。
同性結婚が認められている
シビル・ユニオンが認められている
未登録の同棲が認められている
政治的審議中
未承認または不明
同性結婚が禁止されている

  - アルバニアおよびリヒテンシュタインが性的同意年齢を統一する。
  - ドイツが同性カップルのための登録制パートナーシップ法を制定する。
  - セルビアのベオグラードで同国初のゲイ・パレードが抗議者たちによって中断される。
  - イギリスの残りの領域が同性愛を合法化する。
  - 4月1日、世界で初めてオランダで同性結婚が法制化される[注釈 1]。
- 2002年
  - オーストリア、ブルガリア、キプロス、エストニア、ハンガリー、モルドバ、ルーマニアおよび西オーストラリア州が性的同意年齢を統一する。
  - ルーマニアが「恥ずべきソドミー」を処罰するために用いられていた刑法第200条を廃止する。
  - スウェーデンが同性カップルによる養子縁組を法制化する。
  - スイスのチューリッヒ州が結婚と同様の権利を同性カップルに広げる。
  - ゲイだと公言していたオランダの政治家ピム・フォルタイン（Pim Fortuyn）がフォルカー・ファンデルフラーフ（Volkert van der Graaf）により暗殺される。
  - 中華人民共和国が同性愛を非犯罪化する。
  - ラテンアメリカの都市としては初めてブエノスアイレスでシビル・ユニオン法が制定される。
  - アメリカ合衆国のアーカンソー州最高裁判所がジェグリー対ピケイドー事件（Jegley v. Picado）判決で反ソドミー法を無効にする。
- 2003年
  - ベリーズが再び同性愛を犯罪とする。
  - イギリスのイングランドおよびウェールズで地方政府法第28条が廃止される。
  - アメリカ合衆国最高裁判所がまだ残っていた州のソドミー法を無効にする。
  - アルメニアが男性同性愛者のソドミーを非犯罪化する。
  - リトアニア、ならびにオーストラリアのノーザンテリトリーおよびニューサウスウェールズ州が性的同意年齢を統一する。
  - 6月1日、ベルギーが同性結婚を法制化する。
  - 6月10日、カナダのオンタリオ州で同性結婚合法化、同国で初。
  - ドイツ最高裁判所がシビル・ユニオン法を支持する。
- 2004年
  - 1月1日にタスマニア州で登録制パートナーシップを規定する「2003年関係法」が発効する。
  - 2月1日からカーボベルデおよびマーシャル諸島で同性愛が合法になる。
  - ポルトガルが憲法で性的指向を理由とする差別を明示的に禁止した4番目の国となる。
  - 米国マサチューセッツ州が同国で初めて同性結婚の法制化をする。一方で米国の11の州が州民投票により同性結婚を禁止する。
  - 米国ニュージャージー州がドメスティック・パートナーシップを法制化する。
  - ブラジルのリオグランデ・ド・スル州がシビル・ユニオンを承認する。
  - 7月16日、日本で性同一性障害者特例法成立。
  - 8月13日、オーストラリアが同性結婚を禁止する法律を制定。
  - ニュージーランドがシビル・ユニオン法を制定する。
  - ルクセンブルクがシビル・ユニオンを導入する。
  - ベルギーで同性結婚したカップルが養子をもつ権利を認められる。
- 2005年
  - ニュージーランドが性自認を理由とするヘイトクライムおよび雇用差別を禁止した世界最初の国となる。
  - プエルトリコが反ソドミー法を廃止する。
  - 香港が司法判決により性的同意年齢を統一する[31]。
  - ウガンダおよびラトビアが憲法を改正して、同性結婚の禁止を明文化する。
  - アンドラが「持続性のあるユニオン」という形式で同性パートナーを承認する。
  - イランで2人の10代のゲイの男性マフムード・アスガリとアヤズ・マルホニ （Mahmoud AsgariとAyaz Marhoni）が処刑される。
  - スイスが国民投票で登録された同性カップルの権利拡大を承認する。
  - 南アフリカ共和国最高裁判所が同性結婚を禁止することは憲法違反だと決定し、同性結婚が法制化される（法律の発効は翌年12月1日）。
  - アンドレ・ボワスクレール（Andre Boisclair）がケベック党の党首に選ばれ、同性愛者だと公表している男性としては初めて北米の主要政党の党首に選ばれたことになる。
  - イギリスがほとんど結婚と同等の権利をもった シビル・パートナーシップを導入する。
  - アメリカ合衆国のメイン州が、既存の反差別法の対象に性的指向と性自認を加える。
  - 7月3日、スペインで同性結婚が合法化。
  - 7月20日、カナダ全13州で同性結婚が合法化。同性カップルの養子縁組も認められる。
- 2006年
  - セルビアおよびマン島が性的同意年齢を統一する[32]。
  - 米国イリノイ州が性的指向を理由とする差別を禁止する。
  - 米国ワシントン州が既存の反差別法の対象に性的指向と性自認を加える。
  - 米国ミズーリ州が同意成人の間の同性愛を合法化する[33]。
  - モスクワでロシア最初のゲイパレードが暴力に終わる。
  - クロアチアのザグレブで第1回東ヨーロッパ・プライドが開催される。
  - アメリカ合衆国上院が結婚に関する憲法改正案の通過に失敗する。
  - モントリオールでLGBT人権国際会議が開かれる。
  - チェコおよびスロベニアがシビル・パートナーシップを導入する。
  - メキシコシティが、メキシコで初のシビル・ユニオンを導入する。
  - イスラエル最高裁判所が外国でなされた同性結婚を承認するよう立法府に命ずる。
  - フィジーが同意のある同性愛を合法化する[34]。
  - ドイツが反差別法の対象に性自認を加える[35]。
  - オーストラリアで唯一取り残されていた南オーストラリア州が大半の法律の適用対象を同性カップルにも拡大する[36]。
  - マン島で地方政府法第28条が廃止される[37]。
  - フェロー諸島が賛成17・反対15という僅差の投票で性的指向を理由とする差別を違法とする[38]。
  - 11月30日、南アフリカ共和国が同性結婚を法制化する。
- 2007年
  - スイスで登録制パートナーシップが発効する。
  - ジャージー島で性的同意年齢が統一される[39][40]。
  - アメリカ合衆国のニュージャージー州およびメキシコのコアウイラ州でシビル・ユニオン法が発効する。
  - ムスリムの国では最初のゲイ・パレードがトルコのイスタンブールで行なわれるSee video。
  - ドメスティック・パートナーシップ法が南オーストラリア州 で6月1日に、アメリカのワシントン州で7月22日に発効する。2006年平等法がイギリスで発効する（同法は性的指向を理由とする物およびサービスの面での差別から人々を保護する規定を有し、平等および人権委員会を設立した）。
  - オレゴン州、コロラド州、オハイオ州およびアイオワ州が私的領域における性的指向または性自認を理由とする差別を禁止する。
  - 8月9日、ケーブル・テレビのロゴ（テレビ局）が特にLGBT問題に焦点を当てたものとしてはアメリカ合衆国初の大統領候補によるフォーラムを主催する。このフォーラムには6人の民主党候補が出席した。共和党の候補は招待されたが、出席を拒んだ。
  - ネパールが最高裁判所の命令により同性愛を合法化する。 
  - ポルトガルおよび南アフリカ共和国が新しい刑法により性的同意年齢を統一する。
  - オーストラリアの女性政治家で同性愛者のペニー・ウォンが気候変動と水の大臣に就任。同性愛者の大臣就任はペニーが同国初[41]。
- 2008年
  - 1月1日、ニューハンプシャー州およびウルグアイで「シビル・ユニオン」法が発効する。
  - 2月4日、オレゴン州でドメスティック・パートナーシップ法が発効して、多くのカップルがパートナーシップの申請をする。
  - ニカラグアおよびパナマが同性愛を合法化し、あたらしい刑法の下で性的同意年齢を統一する。
  - コソボが東欧では初めて「性的指向」に言及した新憲法とともに独立を宣言する。
  - 5月15日、カリフォルニア州最高裁判所が同性カップルに結婚と同等の権利を否定するのは違憲であると決定したことで、カリフォルニア州が同性結婚を法制化したアメリカ合衆国2番目の州となる。
  - 5月、サム・アダムズ（Sam Adams）がポートランド市長に選出され、ポートランドはゲイだと公表している人物が市長になっているアメリカ最大の都市（2位の都市プロビデンスの約3倍の大きさ）となる。
  - 6月3日、ギリシアのティロス島で最初の2組の同性結婚式（1組は男性同士、もう1組は女性同士）が行なわれるが、ギリシャの検事総長および法務大臣はこの結婚は無効だと主張する。
  - 11月15日、オーストラリア首都特別地域で「2008年シビル・パートナーシップ法」が発効する。
  - 12月1日、オーストラリアのビクトリア州で「2008年関係法」といわれる登録制パートナーシップ法が発効する。
- 2009年
  - 1月1日、ノルウェーで同性結婚法が施行される。
  - 1月1日にハンガリー、12月20日にオーストリアで「登録制パートナーシップ」法が発効する。
  - 1月1日、北キプロス・トルコ共和国が新しい刑法で男性同性愛を合法化する。
  - アイルランドでシビル・パートナーシップ法が発効する。
  - 2月1日、アイスランドの女性政治家でレズビアンのヨハンナ・シグルザルドッティルが同国首相に就任。同性愛者を公言した世界初の国家首脳が誕生した。
  - 5月1日、スウェーデンで同性結婚が合法化。

### 2010年代
- 2010年
  - 3月4日、メキシコのメキシコシティで、同国初の同性結婚が合法化。
  - 6月5日、ポルトガルで同性結婚が合法化。
  - 6月27日、アイスランドで同性結婚が合法化。
  - 6月27日、レズビアンであるアイスランドのヨハンナ・シグルザルドッティル首相が女性脚本家と結婚し、同性結婚をした世界初の国家首脳となった。
  - 7月22日、アルゼンチンで同性結婚が合法化。
- 2012年
  - 6月15日、デンマークで同性結婚が合法化。
- 2013年
  - 5月16日、ブラジルで同性結婚が合法化。
  - 5月18日、フランスで同性結婚が合法化。
  - 6月30日、ロシアで未成年者の前で同性愛を宣伝する行為を禁じる法律が制定。これに抗議する形で、2014年2月7日に行われたソチオリンピックの開会式を複数の欧米諸国の首脳が欠席するなど政治的ボイコットを行った。
  - 6月26日、米連邦最高裁判所が婚姻を「男女間に限定する」と定義した結婚防衛法が違憲であるとの判決を下す。
  - 8月5日、ウルグアイで同性結婚が合法化。
  - 8月19日、ニュージーランドで同性結婚が合法化。
- 2014年
  - 2月、ウガンダで反同性愛法案が成立。
  - 3月13日、イギリスのイングランドおよびウェールズで同性結婚が合法化。
  - 12月16日、イギリスのスコットランドで同性結婚が合法化。
- 2015年
  - 1月1日、ルクセンブルクで同性結婚が合法化。
  - 6月26日、米最高裁判所が行ったオーバーグフェル対ホッジス裁判で同性結婚の禁止は違憲であるとの判決を下す。事実上、アメリカ合衆国全50州における同性結婚の合法化。
  - 11月16日、アイルランドで同性結婚が合法化。
- 2016年
  - 4月28日、コロンビアで同性結婚が合法化。
  - 10月1日、中華民国（台湾）の蔡英文政権において、トランスジェンダー（MtF）の唐鳳（オードリー・タン）が無任所閣僚のデジタル担当政務委員に就任。
- 2017年
  - 3月1日、フィンランドで同性結婚が合法化。
  - 9月1日、マルタで同性結婚が合法化。
  - 10月1日、ドイツで同性結婚が合法化。
  - 12月9日、オーストラリアで同性結婚が合法化。
- 2018年
  - インドで、同性愛が非犯罪化する。
- 2019年
  - 1月1日、オーストリアで同性結婚が合法化。
  - 5月24日、中華民国（台湾）で同性結婚が合法化。
  - 7月8日、エクアドルで同性結婚が合法化。

### 2020年代
- 2020年
  - 1月13日、イギリスの北アイルランドで同性結婚が合法化。同国全土での同性結婚が合法化。
  - 5月26日、コスタリカで同性結婚が合法化。
- 2021年
  - 2月3日、アメリカ合衆国のジョー・バイデン内閣（民主党政権）で、ゲイを公言している元サウスベンド市長のピート・ブティジェッジが運輸長官に就任。同国で初の同性愛者の閣僚が誕生。
  - 2月17日、ブータンで同性愛が非犯罪化。
- 2022年
  - 3月10日、チリで同性結婚が合法化。
  - 5月13日、アメリカ合衆国でレズビアンのカリーヌ・ジャン＝ピエールが、LGBT当事者として初のホワイトハウス報道官に就任する。
  - 7月1日、スイスで同性結婚が合法化になる予定。
- 2023年
  - 6月20日、エストニアで同性結婚が法制化[42]。旧ソビエト連邦構成国として初。